# Seis veinticinco (6,25)
6,25 (Seis veinticinco) fue un programa de radio español dedicado al baloncesto emitido en la sevillana Radio Marchena desde el año 1998 hasta 2016. Durante varios años, se transmitió además por la red de emisoras de la Onda Local de Andalucía. Tras ocho años de emisión, 6,25 recibió a finales de 2006 el premio "Jerónimo de Plata" a la Mejor Difusión del Baloncesto en la Radio, entregado por la Fundación ARO.

## Reseña
El 24 de julio de 1998, José Manuel Jiménez y Antonio José Delgado emprendieron un espacio para difundir el deporte de la canasta con vistas un público que tenía pocas vías para
informarse del mundo del básquet. Con el paso del tiempo y la aparición de internet, las posibilidades para conocer la información baloncestística se han ampliado, pero 6,25 se ha mantenido y adaptado a las nuevas necesidades de los oyentes. Lo que no ha cambiado nunca es el momento para hablar de básquet: la tarde de los viernes. A lo largo de estos dieciocho años, han pasado por los micrófonos de 6,25 diferentes personalidades del baloncesto local, nacional e internacional. Además, sus redactores han estado presentes en acontecimientos como playoffs de la ACB, Copas del Rey, partidos de Euroliga, de la Selección y Supercopas ACB.
Aparte del básquet, el humor siempre ha tenido cabida en 6,25 a través de la sección Oh, my god!, la SZSN (SeZzión Sin Nombre), la SZSSZSN (SeZzión Sustituta de la SeZzión Sin Nombre) y El Padrino de la Quiniela.
Entre 2005 y 2009, el programa se emite también en la web oficial de la Asociación de Clubes de Baloncesto.
En 2007, 6,25 se incorpora a la parrilla de la Onda Local de Andalucía y se convierte en el primer programa deportivo de esta red de más de cien emisoras municipales andaluzas, que emite su programación a través del satélite Hispasat.
En septiembre de 2010, el programa emprende una nueva temporada con nuevas secciones, entre ellas el "Apadrinamiento" de la Quiniela, sección en la que Carlos Borrego, asiduo colaborador de la anterior sección Oh, my god!, tiene protagonismo.
El 12 de febrero de 2016, 6,25 realiza su último programa.

## Secciones del programa y equipo de trabajo
Las secciones clásicas del programa son las siguientes: Titulares, Asociación de Clubes de Baloncesto, Europa, NBA, 'Apadrinamiento de la Quiniela', Quiniela del basket. Otras secciones que ha desarrollado el programa son 'Directos diferidos', 'Basket box', 'On fire/in cold' o 'NBA insomnes'
Y el equipo tras los micrófonos lo componen: Antonio José Delgado, David Melgarejo, Juan Francisco Ramos, Carlos Borrego, Juan Francisco Ojeda y José Antonio Fernández. Durante más de trece años, el programa ha sido presentado por José Manuel Jiménez, periodista de Onda Cero Sevilla.